# Webberville (Michigan)
Webberville è un villaggio degli Stati Uniti d'America, situato nello Stato del Michigan, nella contea di Ingham.